# ヴィレーヌ川

ヴィレーヌ川流域の地図

ヴィレーヌ川（ヴィレーヌがわ、フランス語:Vilaine、ブルトン語: Gwilen）は、フランス西部、ブルターニュ地域圏を流れる川である。水源はマイエンヌ県で、モルビアン県のペネスタンにおいて大西洋へ注ぐ。
エヴランでは、イル＝エ＝ランス運河によってランス川と結ばれている。

## 流域の自治体
ヴィレーヌ川は4つの県を流れる。
マイエンヌ県
イル＝エ＝ヴィレーヌ県
レンヌ、ヴィトレ、ルドン (イル＝エ＝ヴィレーヌ県)
ロワール＝アトランティック県
アヴェサック
モルビアン県
ラ・ロッシュ＝ベルナール

## 河川施設
3つのダムが、治水、飲料水確保、余暇地としてヴィトレ周囲に建設された。
- 1978年、ヴァリエール・ダム
- 1982年、オート＝ヴィレーヌ・ダム
- 1995年、ヴィローミュール・ダム

## 経済
ヴィレーヌ川はブルターニュの運河システムの一部である。レンヌから大西洋への区画は小さな船で航行できる。レンヌでは、イル＝エ＝ランス運河につながる。ルドンでは、ナント＝ア＝ブレスト運河と交差している。

## 支流
- イル川
- セイシュ川
- ウスト川
- イサーク川